# ЛАЗ-4207
ЛАЗ-4207 — советский и украинский междугородный автобус семейства автобусов ЛАЗ.

## История
В 1984 году на выставке «Автопром-84» Львовский автозавод сообщил о начатых работах по проектированию нового семейства автобусов с дизельным двигателем КамАЗ-740.02, предназначенных для замены в производстве моделей ЛАЗ-695Н, ЛАЗ-695Р и ЛАЗ-699Р.
В 1986 году Всесоюзный конструкторско-экспериментальный институт автобусостроения начал работы по созданию 41-местного междугородного автобуса ЛАЗ-4207 для замены модели ЛАЗ-699Р. В дальнейшем, на основе базовой модели институт разработал северный вариант исполнения автобуса для эксплуатации в условиях холодного климата, южный вариант исполнения автобуса для эксплуатации в условиях тропического климата, туристский автобус и самоходное шасси. Кроме того, была начата разработка газодизельной версии автобуса.
Руководителем проекта по созданию ЛАЗ-4207 являлся главный конструктор ВКЭИ П. И. Присяжный.
С 1988 года на новых автобусах ВКЭИ для повышения надёжности электрической сети жгуты проводов начали помещать в защитные гофрированные трубки. Первыми моделями автобусов, на которых применили это решение, стали ЛАЗ-4206 и ЛАЗ-4207 (в которых использовали трубки диаметром 13 — 32 мм с толщиной стенок 0,5-0,7 мм).
В 1990 году началось опытно-промышленное производство ЛАЗ-4207 (в этом году было построено 20 автобусов). Также, к началу 1991 года совместно с НАМИ был построен и направлен на испытания опытный автобус ЛАЗ-4207, оснащённый антиблокировочной системой с управлением от однокристалльной микропроцессорной перепрограммируемой ЭВМ.
В 1991 году было принято решение о расширении производственной кооперации Львовского автозавода, было решено передать производство 35 наименований деталей для автобусов ЛАЗ на другие специализированные предприятия СССР. Производство рулевого механизма автобусов ЛАЗ-4206 и ЛАЗ-4207 и продольных рулевых тяг передали на Львовский завод автотракторных запчастей. Также, в 1991 году на Львовском автозаводе было принято решение снять с производства ЛАЗ-42021 для освобождения производственных мощностей (необходимых для начала серийного производства ЛАЗ-4206 и ЛАЗ-4207).
В 1993 году в связи с пожаром 14 апреля 1993 года на Камском автомобильном заводе автобус был временно снят с производства. В дальнейшем, было освоено производство модификации ЛАЗ-42072 с двигателем Renault.
В мае 2002 года Львовский автозавод объявил о разработке новой модификации автобуса ЛАЗ-42078 с длиной кузова 10 метров (получившей коммерческое наименование «ЛАЗ Лайнер 10»). В сентябре 2002 года на Московском автобусном салоне МИМС-2002 был представлен демонстрационный образец автобуса ЛАЗ-42078 «ЛАЗ Лайнер 10», оснащённый двигателем ЯМЗ-236А. В феврале 2003 года первый автобус этой модели был изготовлен для заказчика.

## Описание
Автобус двухдверный, бескапотный, с задним расположением дизельного двигателя КамАЗ-7483, обеспечивавшим максимальную скорость движения 117 км/ч.
Сварной кузов был построен на каркасе из труб прямоугольного сечения с толщиной стенок 2,5-3 мм и имел антикоррозионное покрытие. Уровень пола — 960 мм.
Клиновые тормоза 410х180ДЕ и передняя ось автобуса унифицированы с ЛиАЗ-5256. Поскольку автобус создавался по программе производственной кооперации предприятий СССР со странами СЭВ, в его конструкции использовались ведущий мост производства венгерского предприятия «Rába», а также рулевой механизм со встроенным гидроусилителем «Csepel» венгерского производства (в состав деталей которого входил гидронасос болгарского производства).
Колёса дисковые размерностью 8,25х22,5 с бескамерными шинами 11Р-22,5.

## Варианты и модификации

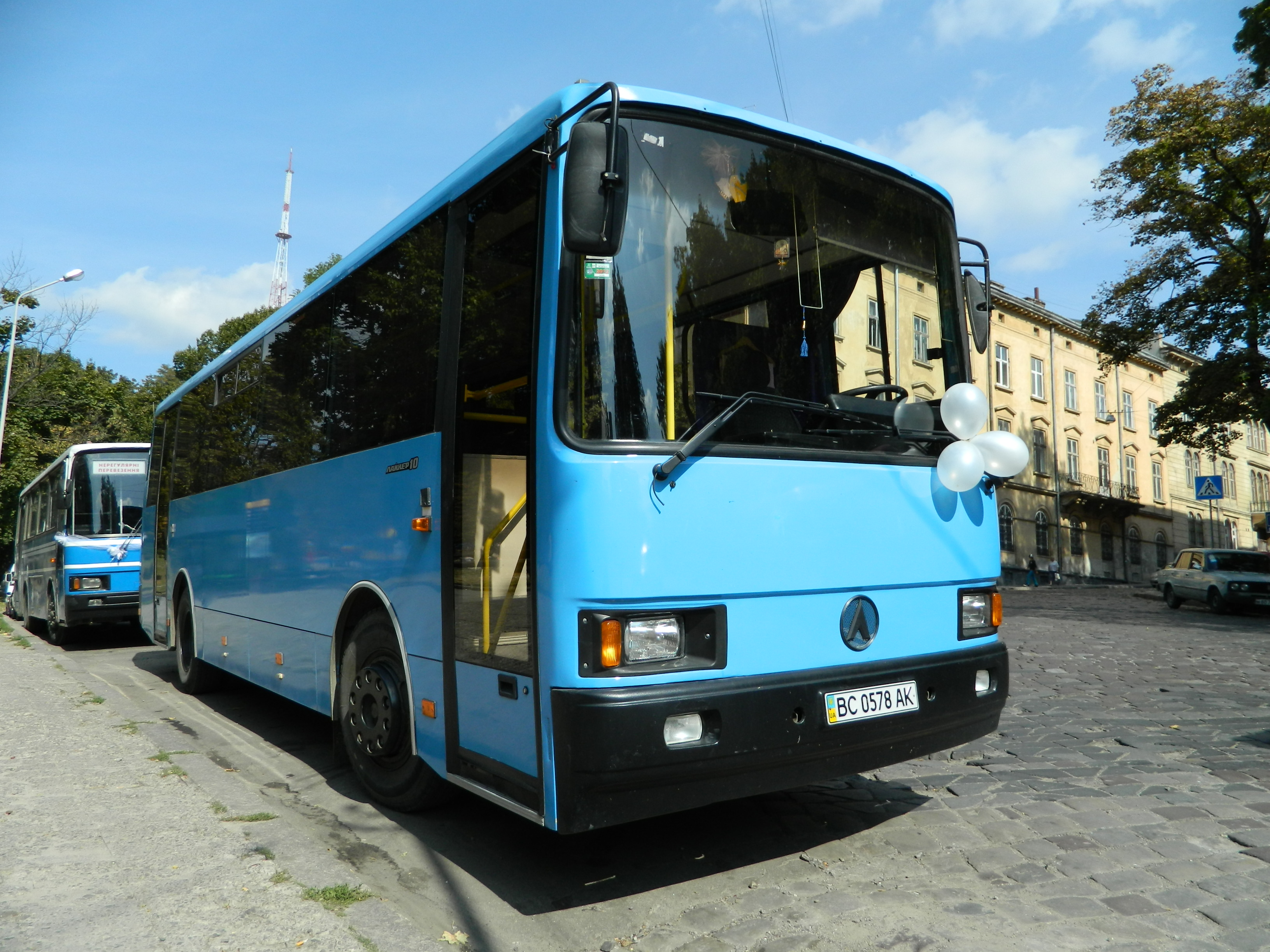
LAZ Liner 10

- ЛАЗ-4207 — базовая модель с двигателем КамАЗ-7483.10[1] мощностью 226 л. с. (166 кВт) и коробкой передач КамАЗ-14[2]
- ЛАЗ-42071
- ЛАЗ-42072 — модель 1996 года с двигателем Renault MIDR 06.02.26
- ЛАЗ-42078 (коммерческое наименование «LAZ Liner 10») — модель 2003 года с двигателем ЯМЗ-236НЕ (230 л. с.) или Deutz BF6M1013EC (237 л. с.)